# Mučnina i povraćanja uzrokovana hemioterapijom
Mučnina i povraćanja uzrokovana hemioterapijom (akronim CINV od engleskih reči —chemotherapy induced nausea and vomiting) ili emetogenost hemioterapije, spadaju u grupu neželjenih dejstava hemoterapije, koja su i pored velikog napretka u prevenciji, i dalje prisutni i kojih se onkološki bolesnici najviše plaše i želeli bi da ih izbegnu. Mučnina i povraćanje se često javljaju u isto vreme, u toku hemoterapije, ali to mogu biti i dva različita problema koja se javljaju nezavisno jedan od drugog. U tom smislu najnovija istraživanja usmerena su na bolju prevenciju mučnine, efikasniju interventnu antiemetičku terapiju, nove antiemetike i kombinacije antiemetika, nove načine primene antiemetika kao i na komplementarne pristupe (akupunktura).

## Mučnina i povraćanje
Mučnina
Mučnina (nauzeja) je neprijatan subjektivni osećaj gađenja u grlu i stomaku je manje poznat mehanizam, koji može dovesti do povraćanja. Ostali simptomi koji mogu da prate mučninu su pojačano lučenje pljuvačke, vrtoglavica, svetlucanje pred očima, teško gutanje, promena temperature kože i ubrzano lupanje srca.
Povraćanje
Povraćanje podrazumeva izbacivanje sadržaja iz želuca na usta, koje nastaje zbog kontrakcije želuca i muskulature trbušnog zida. Povraćanju često prethodi mučnina, koja se definiše kao subjektivni osećaj nagona na povraćanje. Povraćanje izaziva nadražaj hemioreceptorne okidačke („trigger“) zone smeštene na dnu četvrte moždane komore u arei postermi, kao i aktivacija centra u produženoj moždini.
Mučnina i povraćanje se mogu javiti kao simptom bolesti ili kao neželjeno dejstvo specifične onkološke terapije odnosno nekih pridruženih lekova (npr lekova protiv bola). U toku hemoterapije neki od sastojaka leka izazivaju povraćanje tako što:
- aktiviranje određenih oblasti mozga (najverovatnij centra za povraćanje) i/ili
- aktiviraju određene oblasti jednjaka, želuca, tankog i debelog creva, i na taj način pokreću mehanizme prvo mučnine a potom i povraćanja.

### Kontrolni mehanizmi
Mučnina i povraćanje su kontrolisani od strane posebnog regiona u mozgu koji se naziva centar za povraćanje. Ovaj centar aktiviraju signali koji potiču iz:
- sluzokože creva
- drugih specifičnih regiona u mozgu koji su u bliskoj vezi sa centrom za povraćanje
- unutrašnjeg uva (mučnina i povraćanje izazvani pokretom)
- čula (ukus, miris, receptori za bol)
- iz delova mozga koji učestvuju u kontroli emocija (nervoza, uznemirenost)
- od specifične onkološke terapije (hemioterapije, hormonske terapije, biološke terapijom ili zračenja).

### Faze u mučnini i povraćanji izazvanim hemioterapijom
Mučnini i povraćanji izazvanim hemioterapijom može se manifestovati u tri faze:
1. Akutna faza — koja nastupa u toku prva 24 h posle hemioterapije
2. Odložena faza — koja nastupa posle prva 24 h, od drugog dana i može trajati i do nedelju dana
3. Anticipaciona mučnina i povraćanje — koji se javljaju kao odgovor na stimuluse povezane sa hemioterapijom (prizori, mirisi bolnice, infuzione flaše) i javljaju se pre primene hemioterapije i u toku primene hemioterapije.

## Opšte informacije
Prevalenca mučnine i povraćanja je raznolika, zbog različitih definicija i metoda pristupa njihovoj proceni. Brojna istraživanja potvrđuju, da se mučnina javlja u oko 29% bolesnika na hemoterapiji ili kod jednog, od tri bolesnika, a povraćanje u 11% bolesnika, ili kod jednog od deset bolesnika.
Posladnjih 25 godina ostvaren je veliki napredak u kontroli mučnine i povraćanje izazvane hemioterapije, pre svega zhvaljujući brojnim istraživanjima koja su doprinela boljem razumevanju patofiziologije mučnine i povraćanje uzrokovana hemioterapijom (u daljem tekstu CINV):
- Klasifikovani su antineoplastični lekovi pema težini CINV i obrascu povraćanja.
- Definisani faktori rizika za ispoljavanje CINV.
- Objavljeni vodiči sa smernicama za kliničku praksu.

Sa uvođenjem novih farmakoloških lekova (blokatora 5-HT3 receptora), predviđalo se smanjenje prevalence mučnine i povraćanja. Međutim brojne studije, pokazuju različite rezultate. Dok jedna studija iznosi podatke o nižoj incidenci mučnine i povraćanja, druge tri, navode da je incidenca povraćanja nakon primena 5-HT3 lekova u hemoterapiji, niža, ali ne i incidenca posthemoterapijskih mučnina.
Na pojvu mučnine i povraćanje uzrokovanih hemioterapijom utiče mnogo različitih faktora u koje sspadaju i određene karakteristike bolesnika, pa tako rizik povećavaju činioci kao što su:
- ženski pol,
- starost do 50 godina,
- izražena mučnina i povraćanje u trudnoći,
- izražena anksioznost,

a smanju činioci kao što je npr.:
- zloupotreba alkoholnih pića

## Manifestacije emetogenosti
Emetogenost hemioterapije ispoljava se kao:
- akutna,
- odložena ili anticipatorna.

## Ciljevi prevencije
Cilj prevencije CINV je potpuna zaštita od mučnine i povraćanja posle hemioterapije (0-120h), i preduslov je za sprovođenje hemioterapije. Dobrom prevencijom čuva se kvalitet života i istovremeno se smanjuje mogućnost odustajanja pacijenata od lečenja hemioterapijom. U tom smislu odgovarajuće antiemetičke terapiji i pridržavanje saveta u vezi sa ishranom, može se ostvariiti potpuna kontrola povraćanja posle hemioterapije, što je danas realni cilj za većinu pacijenata.

## Ematogenost lekova
Najvažniji faktor za ispoljavanje CINV jeste emetogenost onkoloških lekova, na osnovu koje se i planira antiemetička zaštita.
Veoma emetogeni lekovi —— su oni koji osim visoke incidence CINV (u >90% bolesnika koji ne dobiju efikasne lekove protiv mučnina i povraćanja). Većina ovih lekova može izazvati mučninu i povraćanje najmanje 4 dana posle poslednje doze.
Umereno emetogeni lekovi — su oni koji izazivaju odloženu emezu (u 30—90% bolesnika koji ne dobiju efikasne lekove protiv mučnina i povraćanja). Većina lekova može izazvati mučninu i povraćanje najmanje 4 dana posle poslednje doze.
| Eamtogeni lekovi                              | Primeri |
| --------------------------------------------- | --- |
| Veoma emetogeni (>90%) intravenski lekovi     | Cisplatin, Mechlorethamine, Streptozotocin, Cyclophosphamide > 1500 mg/m2, Carmustine, Dacarbazine, Anthracycline                                                                                           |
| Veoma emetogeni (>90%) oralni lekovi          | Hexamethylmelamine, Procarbazine |
| Umereno ematogeni (30—90%) intravenski lekovi | Oxaliplatin, Cytarabine > 1g/m2, Carboplatin, Ifosfamide, Cyclophosphamide < 1500 mg/m2, Doxorubicin, Daunorubicin, Epirubicin, Idarubicin, Irinotecan, Azacitidine, Bendamustine, Clofarabine, Alemtuzumab |
| Umereno ematogeni (30—90%) oralni lekovi      | Cyclophosphamide, Temozolomide, Vinorelbine, Imatinib |

Minimalno ematogeni lekovi —— su oni koji u toku hemoterapije uzrokuju povraćanja u manje od 10% ljudi koji ne dobiju efikasne lekove protiv mučnine i povraćanja.
Nisko ematogeni lekovi —— su oni koji u toku hemoterapije, uzrokuju povraćanja u 10% do 30% ljudi koji ne dobiju efikasne lekove protiv mučnina i povraćanje.

### Lista hemoterapeutika koji izazivaju mučninu i povraćanje
| Lekovi sa minimalnim rizikom povraćanja (do 10%) | Lekovi sa niskim rizikom povraćanja (od 10% - 30%) | Lekovi sa umerenim rizikom povraćanja (od 30% - 90%) | Lekovi sa visokim rizikom povraćanja (većim od 90%) |
| - Alemtuzumab (Campath®) - Asparaginase (Elspar®) - Bevacizumab (Avastin®) - Bleomycin (Blenoxane®) - Busulfan (мала доза) - Chlorambucil (Leukeran®) - Cladribine (Leustatin®) - Cytarabine (Cytosar®) - Dasatinib (Sprycel®) - Decitabine (Dacogen®) - Denileukin diftitox (Ontak®) - Dexrazoxane (Zinecard®) - Erlotinib (Tarceva®) - Fludarabine (Fludara®) - Gefitinib (Iressa®) - Gemtuzumab (Mylotarg®) - Hydroxyurea (Hydrea®) - Lenalidomide (Revlimid®) - Melphalan (Alkeran®) - Mercaptopurine (Purinethol®) - Methotrexate (мала доза ) - Nelarabine (Arranon®) - Pegaspargase (Oncaspar®) - Pentostatin (Nipent®) - Rituximab (Rituxan®) - Sorafenib (Nexavar®) - Sunitinib (Sutent®) - Temsirolimus (Torisel®) - Thalidomide (Thalomid®) - Thioguanine - Valrubicin (Valstar®) - Vinblastine (Velban®) - Vincristine (Oncovin®) - Vinorelbine (Navelbine®) | - Aldesleukin (мала доза) - Amifostine (Ethyol®) - Bexarotene (Targretin®) - Bortezomib (Velcade®) - Capecitabine (Xeloda®) - Cetuximab (Erbitux®) - Cytarabine (Cytosar®) - Docetaxel (Taxotere®) - Doxorubicin (Doxil®) - Etoposide (Vepesid®) - Everolimus (Afinitor®) - Fludarabine (Fludara®) - 5-Fluorouracil (5-FU®) - Gemcitabine (Gemzar®) - Imatinib (Gleevec®) - Interferon alfa (подешена доза) (IntronA®, Roferon-A®) - Ixabepilone - Lapatinib (Tykerb®) - Methotrexate - Mitomycin (Mutamycin®) - Mitoxantrone (Novantrone®) - Nilotinib (Tasigna®) - Paclitaxel (Taxol®) - Paclitaxel-albumin (Abraxane®) - Pemetrexed (Alimta®) - Topotecan (Hycamtin®) - Trastuzumab (Herceptin®) - Vorinostat (Zolinza®) | - Aldesleukin (Proleukin®) - Amifostine (Ethyol®) - Arsenic trioxide (Trisenox®) - Azacitidine (Vidaza®) - Bendamustine (Treanda®) - Busulfan (високе дозе) - Carboplatin - Carmustine (BCNU®) - Cisplatin (мале дозе) - Clofarabine (Clolar®) - Cyclophosphamide (Cytoxan®) - Cytarabine (Cytosar®, ara-c) - Dactinomycin - Daunorubicin - Doxorubicin (Adriamycin®) - Epirubicin (Ellence®) - Etoposide (Vepesid®, VP-16®) - Idarubicin (Idamycin®) - Ifosfamide (Ifex®) - Irinotecan (Camptosar®) - Lomustine (CeeNU®) - Melphalan (Alkeran®) - Methotrexate (high-dose) - Oxaliplatin (Eloxatin®) - Temozolomide (Temodar®) | - Altretamine (Hexalen®) - Carmustine (BCNU®) - Cisplatin - Cyclophosphamide (Cytoxan®) - Dacarbazine (DTIC®) - Doxorubicin (Adriamycin®) - Mechlorethamine (Mustine®) - Procarbazine - Streptozocin (Zanosar®) |

Treba imati u vidu da ovi procenti važe samo ako nije primenjena terapija protiv povraćanja i mučnine. U tom slučaju većina ovih lekova češće izazva mučninu nego povraćanje. Na primer, 40% ljudi u toku hemoterapije mogu da osete mučninu, ali samo njih 20% povraća.

## Terapija
Kontrola mučnine i povraćanja uzrokovanih hemioterapijom podrazumeva:
Preventivnu terapiju - koja ima za cilj da spreči pojavu mučnine i povraćanja posle hemioterapije.
Interventnu terapiju - koja ima za cilj da zaustavi epizode mučnine i povraćanja koje se pojave uprkos primeni adekvatne preventivne terapije.
| Naziv leka                          | karakteristike |
| ----------------------------------- | --- |
| 5-HT3 antagonist (Setron)           | Selektivni antagonisti 5-HT3 receptora (ondansetron. granisetron, tropisetron, palonosetron) su najefikasniji lekovi u lečenju i prevenciji akutnog povraćanja izazvanog hemioterapijom. Njihovo dejstvo može se pojačati dodavanjem kortikosteroida ili antagonista NK1 receptora. |
| Metoklopramid                       | Antagonista dopaminskih i serotoninskih receptora, koji povećava prag za povraćanje i ubrzava pražnjenje želuca |
| Kortikosteroidi                     | Najčešće se koristi deksametazon u kombinaciji sa drugim lekovima kao što setroni i neurokini |
| Benzodiazepini                      | Na primer lorazepam i diazepam su korisni u redukciji preuranjene mučnine i povraćanja |
| Neurokini-antagonisti neurokinina-1 | Lekovi novije generacije (aprepitant, fosaprepitant) koji se koriste kada hemioterapija imaju visok potencijal da izazove mučninu i povraćanja |
| Kanabinoidi                         | Na primer nabinol i dronabinol koriste se u slučaju kada drugi antiemetici nisu efikasni. |

### Neželjena dejstva
U neželjena dejstva antiemetika spadaju:
- Zatvor,
- Opstipacija (setroni, neurokini),
- Glavobolja (neurokini),
- Crvenilo kože (setroni, steroidi),
- Nesanica (steroidi),
- Trzanje u mišićima (metoklopramid,obično kod dece i adolescenata)

## Literatura
- Warr D (2008). „Chemotherapy-and cancer-related nausea and vomiting”. Curr Oncol. 15 (suppl 1): S4—S9..
- Viale PH (2005). „Integrating aprepitant and palonosetron into clinical practice: a role for the new antiemetics”. Clin J Oncol Nurs. 9 (1): 77—84. PMID 15751501. S2CID 20869665. doi:10.1188/05.CJON.77-84..
- Bender CM, McDaniel RW, Murphy-Ende K,;  . (2002). „Chemotherapy-induced nausea and vomiting”. Clin J Oncol Nurs. 6 (2): 94—102. PMID 11889684. doi:10.1188/02.CJON.94-102..
- Hesketh PJ (2008). „Chemotherapy-induced nusea and vomiting”. New England Journal of Medicine. 358 (23): 2482—2494. PMID 18525044. doi:10.1056/NEJMra0706547..
- Jordan K, Sipple C, Schmoll. HJ (2007). „Guidelines for anti-emetic treatment of chemotherapy-induced nausea and vomiting: past, present and future recommendations”. Oncologist. 12 (9): 1143—1150. PMID 17914084. doi:10.1634/theoncologist.12-9-1143..
- Kris MG, Hesketh PJ, Somerfield MR,;  . (2006). „American Society of Clinical Oncology guideline for antiemetics in oncology: update 2006”. Journal of Clinical Oncology. 24 (18): 2932—2947. PMID 16717289. doi:10.1200/JCO.2006.06.9591..
- National Comprehensive Cancer Network (NCCN). Clinical practice guidelines in oncology: Antiemesis. www.nccn.org[мртва веза] Accessed February 22, 2010..
- Navari RM, Einhorn LH, Loehrer PJ,;  . (2007). „A phase II trial of olanzapine, dexamethasone, and palonosetron for the prevention of chemotherapy-induced nausea and vomiting: a Hoosier oncology group study”. Support Care Cancer. 15 (11): 285—1291. PMID 17375339. S2CID 23266144. doi:10.1007/s00520-007-0248-5..
- Pacheco A, Verschragaegen CF, Mangalik A;  . (2008). „A randomized open-label comparison of aprepitant (A) versus gabapentin (G) in the prevention of the refractory nausea and vomiting associated with moderately and severely emetogenic chemotherapy”. Journal of Clinical Oncology. 26.(suppl);725s. Abstract 20509.
- Hesketh J, Sanz-Altamira P, Bushey J;  . (2008). „Prospective evaluation of the incidence of delayed nausea and vomiting in patients with colorectal cancer receiving oxaliplatin-based chemotherapy”. Journal of Clinical Oncology. 26 (suppl).:538s. Abstract 9645.
- Bubalo JS, Takemoto MH, Herrington J;  . (2008). „A multi-center, open label trial to evaluate the efficacy and tolerability of aprepitant (A) and palonosetron (P) for the prevention of chemotherapy-induced nausea and vomiting in colorectal cancer (CRC) patients receiving FOLFOX chemotherapy”. Journal of Clinical Oncology. 26 (suppl).:739s. Abstract 20684.
- Moreno E, Majem M, Gonzalez X;  . (2008). „Adapting ASCO and NCCN guidelines in institutional antiemetic guidelines benefits patients receiving chemotherapy”. Journal of Clinical Oncology. 26 (suppl).:725s. Abstract 20508.
- Sancuso (granisetron transdermal system) product information. Prostrakan, Inc. www.sancuso.com[мртва веза] Accessed February 22, 2010.
- Grunberg SM, Aziz Z, Shaharyar A;  . (2008). „Phase III results of a novel oral neurokinin-1 (NK-1) receptor antagonist, casopitant: Single oral and 3-day oral dosing regimens for chemotherapy-induced nausea and vomiting (CINV) in patients (pts) receiving moderately emetogenic chemotherapy (MEC)”. Journal of Clinical Oncology. 26 (suppl).:511s. Abstract 9540.
- Hawkins R, Grunberg S (2009). „Chemotherapy-induced nausea and vomiting: challenges and opportunities for improved patient outcomes”. Clin J Oncol Nurs. 13 (1): 54—64. PMID 19193549. doi:10.1188/09.CJON.54-64..
- Naeim A, Dry SM, Lorenz KA,;  . (2008). „Evidence-based recommendations for cancer nausea and vomiting”. Journal of Clinical Oncology. 26 (23): 3903—3910. PMID 18688059. doi:10.1200/JCO.2007.15.9533..
- Dibble S (2008). „Acupressure for chemotherapy-induced nausea and vomiting: a randomized clinical trial”. Oncol Nurs Forum. 34 (4): 813—82. PMID 17723973. doi:10.1188/07.ONF.xxx-xxx.

## Spoljašnje veze
|  | Molimo Vas, obratite pažnju na važno upozorenje u vezi sa temama iz oblasti medicine (zdravlja). |